# Beornus
Beornus is een geslacht van uitgestorven hoefdierachtige zoogdieren behorend tot de Periptychidae die in het Paleoceen in Noord-Amerika leefden.

## Fossiele vondsten
Fossielen van Beornus zijn gevonden in de Amerikaanse staat Wyoming en de vondsten dateren uit de North American Land Mammal Age Puercan, het eerste deel van het Paleoceen in Noord-Amerika. Beornus leefde in het Pu1, de eerste honderdduizenden jaren na de Krijt-Paleogeen-massa-extinctie.

## Naamgeving
Diverse diersoorten uit het Paleoceen zijn vernoemd naar termen of personages uit de verhalen van Tolkien, een traditie die gestart werd door Leigh van Valen. Vanwege zijn grootte ten opzichte van zijn verwante tijdgenoten en het formaat van zijn kiezen is Beornus vernoemd naar de reus Beorn uit De Hobbit. 

## Kenmerken
Beornus had het formaat van een huiskat. Met zijn grote, platte kiezen werden met name planten gegeten.